# Hilding Rosenberg
Hilding Constantin Rosenberg (Bosjökloster, een benedictijnenklooster tussen Ringsjöarna en Skåne, in het zuiden van Zweden, 21 juni 1892 – Bromma bij Stockholm, 19 mei 1985) was een Zweeds componist, dirigent en muziekpedagoog.

## Levensloop
Hij was de jongste van 8 kinderen van Carl Magnus Rosenberg en zijn echtgenote Dothilda Carolina Pamp. Vanaf 1909 was hij organist in Kalmar en werkte toen als concertpianist, leraar en voor korte tijd ook als kerkmuzikant in Vemmenhög. Dankzij een studiebeurs kon hij in 1914 aan de Kungliga Musikhögskolan te Stockholm gaan studeren. Hij studeerde piano bij Richard Andersson en compositie alsook contrapunt bij Ernst Henrik Ellberg en Wilhelm Stenhammar van 1915 tot 1917. In 1920 maakte hij een studiereis naar Berlijn, Dresden, Wenen en Parijs. Zijn vakbekwaamheid voltooide hij door dirigeerles bij Kurt Striegler en Hermann Scherchen. Van 1932 tot 1934 was hij dirigent aan de Koninklijke opera te Stockholm. Daarna werkte hij als gastdirigent in vele Europese landen en in de Verenigde Staten van Amerika. Verder werkte hij als freelance componist en leraar. Tot zijn leerlingen behoren Karl-Birger Blomdahl, Sven-Erik Bäck, Ingvar Lidholm, Sven-Eric Johanson en Åke Hermanson.
Hij huwde op 30 augustus 1921 met Vera Josephson.
Vanaf 1940 was hij lid van de Koninklijke Akademie voor muziek. In 1957 werd hij honorair professor van de Universiteit van Uppsala en in 1962 werd hij onderscheiden met de Promotion of Music Medal.
Hij componeerde zeven opera's, een operaoratorium (Joseph en zijn broers, 1946-1948), zeven balletten, vier oratoria, twee melodrama's, zeven symfonieën en verdere symfonische werken, twee viool-, een cello- en een trompetconcert, toneelmuziek, muziek voor de radio en de film, kamer-, piano- en orgelmuziek, liederen en werken voor koor.

## Composities

### Werken voor orkest
- 1916 Symfonie 1915/16 Adagio opus 2
- 1916 Symfonie nr. 0 Adagio voor orkest opus 2
- 1910/1971 Symfonie nr. 1 opus 5
- 1918 Drie fantasiestukken voor orkest, opus 6
  1. I solnedgången
  2. Nattliga röster
- ' Morgon
- 1922 Variaties en Passacaglia op een eigen Thema
- 1924 Sinfonia da chiesa nr. 2 opus 23
- 1927 Suite op Zweedse volksmelodieën voor strijkorkest, opus 36
- 1927 Sorgemusik över Wilhelm Stenhammar opus 43
- 1929 Förspel till ballet "Yttersta domen - (The Last Judgement)", opus 48
- 1929 Yttersta domen, balletpantomime
  1. Polska
  2. De rena jungfrurnas dans
  3. Pantomimisk duett
  4. Smärtornas dans
  5. Utan titel
- 1930 En festmarsch
- 1932 Een Reis naar Amerika symfonische suite uit de opera
- 1932 Een Reis naar Amerika I. Hamnen (De Haven)
- 1932 Een Reis naar Amerika III. Järnvägsfuga (Spoorwegfuga)
- 1934 Overtura Piccola (ur Hus med dubbel ingång)
- 1935 Symfonie nr. 2 "Sinfonia grave" opus 62
  1. Allegro energico
  2. Poco adagio - Allegro assai - Poco adagio - Poco più
  3. mosso - Allegro
  4. Allegro risoluto
- 1935 Symphonie concertante voor orkest
- 1937 Bergslagsbilder suite opus 72
  1. Folket
  2. Bygden
  3. Forsen
  4. Den ljusa sommarnatten
  5. Det gamla bruket
  6. Bergslagsindustri
- 1938 Marionetter Ouverture voor een Marionettentheater
- 1938 Orfeus i sta'n dans-suite uit het ballet opus 75
- 1939 (1e) Concert voor cello en orkest
- 1939 Symfonie nr. 3 - "The Four Ages of Man"
  1. Moderato - Allegro
  2. Andante sostenuto
  3. Allegro con fuoco, molto marcato
  4. Andante semplice
- 1939 Danssuite uit de opera Marionetter
  1. Marsch
  2. Ballettszene
  3. Pantomime
  4. Marsch
- 1940 Symfonie nr. 4 - "The revelation of St. John" voor baritonsolo, gemengd koor en orkest
- 1942 Djufar suite voor orkest
- 1944 Lycksalighetens ö Vindarnas musik
- 1944 Symfonie nr. 5 "Hortulanus" - (Örtagårdsmästaren) voor contralt solo, koor en orkest
- 1946 Concerto No 1, (Eden "Adam and Eve", ballet) voor viool, alt-viool, cello en strijkorkest
- 1949 Josef och hans bröder Partita III
- 1949 Josef och hans bröder Vår-pastoral
- 1949 Concerto no. 2 per orchestra
- 1951 Symfonie nr. 6 "Sinfonia semplice"
- 1952 Ingresso solenne del Premio Nobel
- 1953 Concerto per violoncello e orchestra
- 1954/1968 Concerto no. 3 per orchestra The Louisville concerto
- 1959 Riflessioni no 1 per orchestra d'archi con violino solo
- 1963 Sinfonische Metamorphoses Nr. 1
- 1963 Sinfonische Metamorphoses Nr. 2
- 1963 Salome muziek tot het ballet van Birgit Cullberg
- 1963 Dagdrivaren voor baritonsolo en orkest
- 1968 Symfonie nr. 7
- 1974/1980 Symfonie nr. 8 "In candidum"

### Werken voor harmonieorkest
- 1934 Overtura piccola - Lustspelsuvertyr arr. Edvard Åkerberg ur "Hus med dubbel ingång" skådespelsmusik
- 1937 Bergslagsbilder arr. Edvard Åkerberg een suite uit de filmmuziek van Gunnar Olssons Bergslagsfolk
- 1966 Babels Toren Ballet voor blazers en slagwerk
- 1966 Sinfonie voor blazers en slagwerk
  1. Andante (attaca)
  2. Andante moderato (attaca)
  3. Alla marica (attaca)
  4. Moderato (attaca)
  5. Andante misterioso (attaca)
  6. Allegretto

### Muziektheater

#### Opera's
| Voltooid in    | titel                                        | aktes   | première                                       | libretto                         |
| -------------- | -------------------------------------------- | ------- | ---------------------------------------------- | -------------------------------- |
| 1932           | Resa till Amerika (Een Reis naar Amerika)    | 3 aktes | 24 november 1932, Stockholm                    | A. Henrikson                     |
| 1937; rev.1941 | Spelet om S:t Örjan                          |         |                                                |                                  |
| 1939           | Marionetter                                  | 3 aktes | 14 februari 1939, Stockholm, Koninklijke Opera | J. Benavente                     |
| 1940           | De två konungadöttrarna (De twee prinsessen) |         | 19 september 1940, Stockholm, Zweeds Radio     | van de componist                 |
| 1943           | Lycksalighetens ö                            | 4 aktes | 1 februari 1945, Stockholm, Koninklijke Opera  | P. D. A. Atterbom                |
| 1946-1948      | Josef och hans bröder (Josef en zijn broers) |         | 23 januari 1948, Stockholm, Zweeds Radio       |                                  |
| 1953           | Kaspers fettisdag                            |         | 28 februari 1954, Stockholm, Zweeds Radio      | A. Strindberg                    |
| 1956; rev.1963 | Porträttet                                   | 2 aktes | 22 maart 1956, Stockholm, Zweeds Radio         | Nikolaj Gogol en Bertil Malmberg |
| 1970           | Hus med dubbel ingång                        | 2 aktes | 24 mei 1970, Stockholm                         | Calderón                         |

#### Balletten
| Voltooid in | titel                  | aktes | première | libretto        | choreografie |
| ----------- | ---------------------- | ----- | -------- | --------------- | ------------ |
| 1938        | Orfeus i sta'n, op. 75 |       |          |                 |              |
| 1963        | Salome                 |       |          | Birgit Cullberg |              |
| 1964        | Sönerna                |       |          |                 |              |

#### Toneelwerken
- 1940 Ifigenia på Tauris Skådespelsmusik (theatermuziek) voor twee sopranen (zonder tekst), Engelse hoorn, hoorn, harp en strijkers - tekst: Johann Wolfgang von Goethe
- 1944/1952 Blodsbröllop Skådespelsmusik (theatermuziek) voor solisten, koor, fluit, klarinet, percussie, viool en cello - tekst: Federico García Lorca
- 1951 Oidipus Skådespelsmusik (theatermuziek) voor zangers, pauken en piano - tekst: Sofokles

### Missen, oratoria en cantates
- 1925 The Birth of Song cantate voor koor en orkest, opus 26
- 1936 Den heliga natten kerstoratorium, opus 70, voor recitant, solisten, gemengd koor en orkest
- 1937 Järnålder cantate, voor recitatie, gezang, 2 fluiten, 6 klarinetten, 4 trompetten, 3 trombones en percussie
- 1937 Perserna dramatisch oratorium, opus 71, voor acteurs, 2 sopranen, mezzosopraan, tenor, bass, gemengd koor, fluit, klarinet, fagot, hoorn, trombone, 5 percussionisten (solo), soloisten, koor, harp, en orkest
- 1937, rev. 1941 Spelet om Sankt Örjan dramatische folk songs voor kinderen, voor zangers, sprekers, sprekende koor, 3-st. gemengd koor en orkest
- 1938 The Place of the Skull oratorium, voor sopraan, tenor, bass, gemengd koor, recitatie en orkest
- 1941 Christmas Hymn of Romano voor recitatie, sopraan, contralt, bariton, gemengd koor, fluit, fagot, trompet, percussie
- 1942 Svensk lagsaga oratorium, opus 92, voor solisten, recitant, gemengd koor en orkest
- 1954 Lyric suite cantate voor de inwijding van de Universiteit van Göteborg aan de 10 februari 1954
- 1960 To the earth goddess cantate voor mezzosopraan (of tenor of bariton), fluit, klarinet, viool, alt-viool, cello, luit
- 1967 Hymn to a University cantate voor het 300-jarig jubileum van de Universiteit van Lund, Zweden, voor baritonsolo, gemengd koor en orkest

### Werken voor orgel
- 1922 Fantasi d-moll
- 1941 Fantasia e fuga
- 1946-1961 Vijf orgelstukken
  1. Fantasi 1946
  2. Ostinato och fughetta
  3. Canzona
  4. Toccata solenne
  5. Funderingar kring en doktorsavhandling och synnerligen sekvens nr. 40 1961
- 1948 Preludio e fuga
- 1966 Lover Gud i himmelshöjd. Koralvariationer ur kantaten Hymnus

### Werken voor piano
- 1916 Drie intermezzi voor piano, opus 1
- 1923 1e sonate voor piano opus 17
- 1924 Suite voor piano opus 20
- 1925 2e sonate voor piano opus 27
- 1925 11 kleine voordrachtstukken voor piano opus 24
  1. Lugnt
  2. Livligt och älskligt
  3. Raskt och uppsluppet
  4. Uttrycksfullt
  5. Lugnt löpande
  6. Raskt och muntert
  7. Pastoral
  8. I folkton
  9. Skämtsamt
  10. Långsamt valstempo
  11. Orientaliskt
- 1926 3e sonate voor piano opus 20
- 1926 4e sonate voor piano opus 35
- 1941 Tema con variazioni voor piano (17 variaties over een eigen tema)

### Werken voor koor
- 1949 Herre, jag vill tacka dig bland folken naar psalm 57 voor gemengd koor
- 1949 Herren min Gud, gör mitt mörker ljust voor gemengd koor

### Kamermuziek
- 1959/1968 Quintetto per fiati
- 7 Strijkkwartetten

### Filmmuziek
- 1944 Hets

## Publicaties
- Toner från min örtagård, Stockholm: Natur o. Kultur 1978. 180 S.